# 厦门外图集团
厦门外图集团有限公司（前身为厦门对外图书交流中心）是一家由中国外文出版发行事业局和厦门市政府共同设立的国有文化企业，主管部门为中共厦门市委宣传部。

## 历史
由中国外文出版发行事业局和厦门市政府于1989年9月共同投资设立，属副县级单位。1993年经厦门市经贸委批准进口图书等进出口权，1995年7月国家新闻出版总署同意经营图书进出口业务。2007年于厦门国际文化大厦设厦门对外图书交流中心厦门书城:694，同年获厦门市2006年进出口百强企业，2009年改制为厦门外图集团有限公司。